# دربند (فریدون‌شهر)
دربند (فریدون‌شهر)، روستایی از توابع بخش مرکزی شهرستان فریدون‌شهر در استان اصفهان ایران است.که به گویش بختیاری و گرجی تکلم میکنند. 

## جمعیت
این روستا در دهستان چشمه لنگان قرار دارد و براساس سرشماری مرکز آمار ایران در سال ۱۳۸۵، جمعیت آن ۳۳ نفر (۶خانوار) بوده‌است.

## نابع
- «نتایج سرشماری عمومی نفوس و مسکن ۱۳۸۵». درگاه ملی آمار ایران. بایگانی‌شده از اصلی در ۱ ژانویه ۲۰۱۳. دریافت‌شده در ۱ ژانویه ۲۰۱۳.

آبشار پونه زار که به زبان گرجی به آن بیدنین میگویند در این روستا واقع است که هر ساله گردشگران زیادی به اینجا سفر میکنند.فاصله این آبشار بلند و زیبا از مرکز استان ۱۷۰ کیلومتر میباشد.